# Vilalleons
Vilalleons és un ens local històric i també una entitat de població del municipi de Sant Julià de Vilatorta a la comarca d'Osona. En el cens de 2023 hi tenia 138 habitants.
Estava unit a Santa Eugènia de Berga a finals del Segle XVIII, però va esdevenir un municipi independent en una data entre 1832 i 1839. Ja avançat el Segle XX, el seu terme va ser annexat al de Sant Julià de Vilatorta.

## Les cases de pagès del terme
La demarcació de Vilalleons és el sector del municipi actual de Sant Julià que compta amb més masies, com la Sala, La Costa, el Pujol, Casadevall, la Boixeda, el Lleopard, el Gili, la Vall, la Carrera i la Mata.
La Sala fou l'antiga casa senyorial del terme, habitada per cavallers cognominats de Vilalleons, que es refongueren amb els Alta-riba al principi del segle XV. L'antic casal es convertí en masia i fou totalment renovat al segle XVII, pels anys 1970 depenia dels Sentmenat, successors dels antics senyors; el 1974 fou venut a una família de Vic. A finals del segle XX fou objecte d'una total restauració, i en el curs de les obres van aparèixer al seu mur de ponent, uns antics carreus romànics, un petit finestral partit per un mainell de la fi de l'època romànica.
De la resta dels masos alguns han estat restaurats o refets modernament, com el Pujol i la Mata, o bé ampliats amb obres succcessives, com el Lleopard, que guarda un antic i valuós arxiu; d'altres, en canvi, com Casadevall, la Boixeda, o la Carrera, tenen els antics edificis de pedra rovellada o patinada pel pas del temps, fet que els dona un atractiu especial.